# ESPN Deportes
A ESPN Deportes é um canal de TV a cabo da família ESPN dedicado a transmitir programação esportiva 24 horas por dia em língua castelhana. Não deve ser confundido com a ESPN América Latina. Alguns eventos que vão ao ar na ESPN América Latina não podem ir ao ar na ESPN Deportes e vice-versa. Isso ocorre pelo fato de que os direitos de transmissão de algumas competições pertencem a ESPN somente dentro dos EUA ou somente fora deles. Deportes significa "esportes" em castelhano.
Desde 2007 o canal começou a transmitir um segmento diário no Sportscenter em inglês da ESPN americana, apresentado por Michele LaFountain e várias outras personalidades.

## Cobertura
A ESPN Deportes está disponível em alguns sistemas de TV por assinatura nos Estados Unidos. Outras emissoras da ESPN constantemente veiculam comerciais pedindo aos espectadores que liguem 1-800-DEPORTES ou que entrem no site da ESPN Deportes para que expressem seu interesse em adicionar o canal se já não o possuírem.

## Eventos e programas apresentados pela ESPN Deportes

### Ligas esportivas

#### Beisebol
- Clássico Mundial de Beisebol
- Major League Baseball
- Liga Mexicana de Beisebol
- Liga Mexicana de Beisebol do Pacífico
- Liga Venezuelana Profissional de Beisebol
- Liga Dominicana Invernal de Beisebol

#### Futebol
- Campeonato Europeu de Futebol
- Liga Europa da UEFA
- Primera División de México
- Campeonato Brasileiro

#### Futebol americano
- National Football League
- Futebol americano universitário mexicano

#### Outros esportes
- National Basketball Association
- Campeonato Mundial de Dominó
- NASCAR

### Programas esportivos
- Sportscenter em castelhano
- Cronómetro, similar ao Pardon the Interruption (É Rapidinho no Brasil)
- Perfiles
- Fuera de Juego (Fora de Jogo no Brasil)

## Transmissão em inglês
Em 9 de julho de 2006, a ESPN Deportes brevemente transmitiu em inglês durante a oitava entrada de um jogo de beisebol entre os Saint Louis Cardinals e os Houston Astros. Isso aconteceu pois problemas técnicos acabaram por eliminar o sinal que estava sendo transmitido em inglês, sendo assim foi utilizado o sinal da ESPN Deportes para que essa transmissão fosse feita. O problema se deu possivelmente por causa de uma tempestadade.
Apesar da tempestade, o jogo continuou normalmente pois o Minute Maid Park tem um teto retrátil e a energia nunca se perdeu no estádio.

## Categoria  ESPN Deportes na ESPN
Em contraste ao evento mencionado acima, a ESPN retransmitiu a ESPN Deportes numa corrida da NASCAR que se realizou na Cidade do México em 4 de março de 2007. Essa transmissão foi parte do ESPN Full Circle.